# Новгородский кодекс
Новгоро́дский ко́декс (также «Новгородская псалтирь», по наиболее надёжному читаемому тексту) — древнейшая известная книга Руси (полиптих), обнаруженная в 2000 году. Содержит полный текст псалмов 75 и 76 и часть псалма 67, записанных на старославянском языке.
Кодекс несёт в себе и скрытые, затёртые тексты, датируемые 999 годом, в которых упомянут Суздаль: «Въ лѣто ҂ѕ҃ф҃з҃ азъ мънихъ исаакии поставленъ попомъ въ сѹжъдали въ цръкъве свѧтаго александра арменина…».
Состоит из липовых дощечек с четырьмя страницами (церами), покрытыми воском для написания с помощью писа́ла. По стратиграфическим, радиоуглеродным и палеографическим данным, восковой кодекс использовался в первой четверти XI века и, возможно, начиная с последних лет X века, так что он на несколько десятилетий старше Остромирова Евангелия, считавшегося самой древней на Руси книгой с точно установленной датой написания — 1056—1057 года.
Более ранними славянскими датированными документами являются только некоторые древнеболгарские и хорватские надписи Х столетия, однако их нельзя отнести к категории «книги». Новгородская псалтырь — самый ранний из сохранившихся в оригинале письменных памятников Киевской Руси.

## История открытия

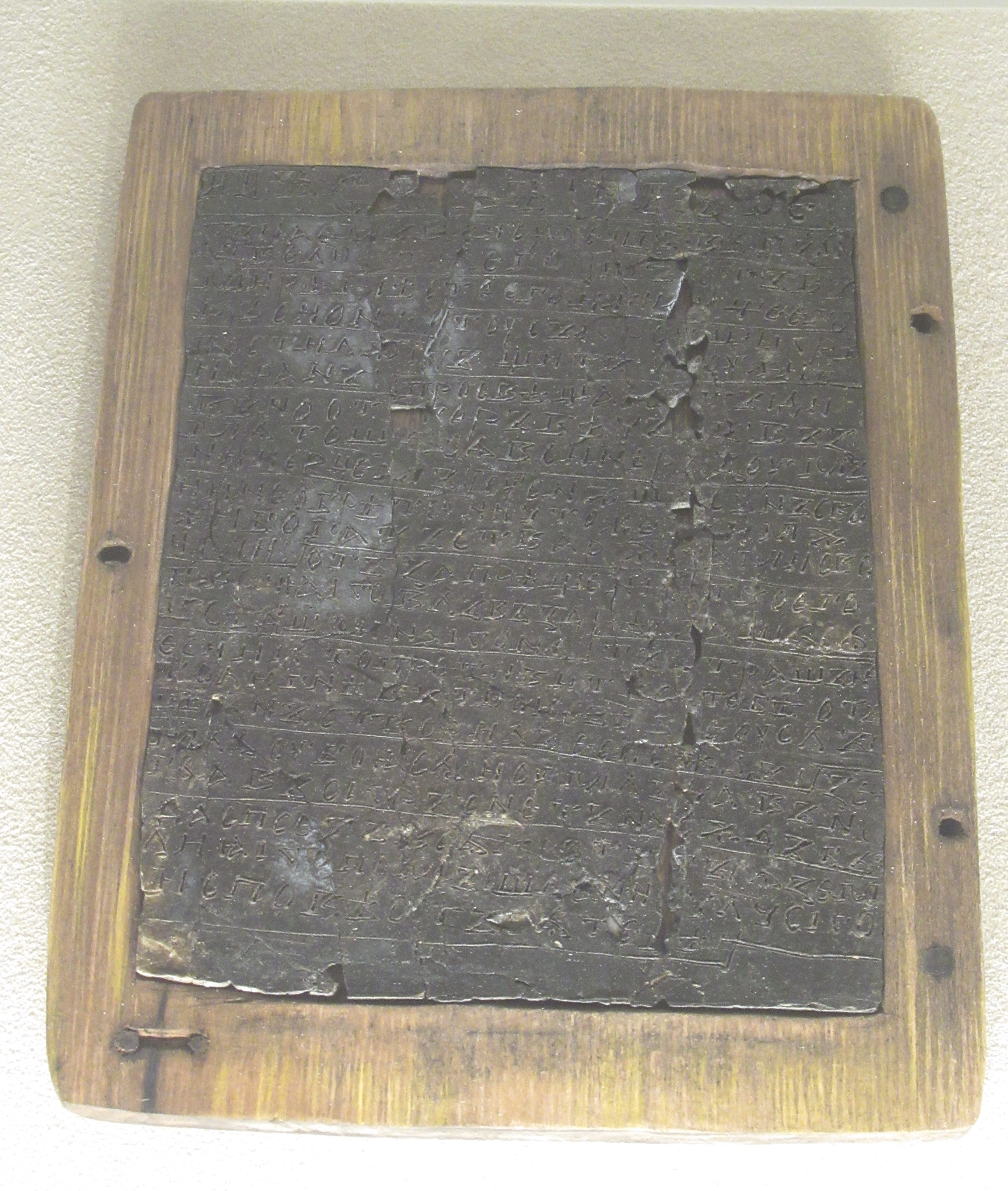
Новгородская псалтирь в экспозиции Музея письменности

С 1973 года работы Новгородской археологической экспедиции, проводимые под руководством академика В. Л. Янина, были сосредоточены на раскопе, получившем название «Троицкого» (по расположенной рядом средневековой церкви). 13 июля 2000 года там в пластах первой четверти XI века были обнаружены три деревянные (липовые) дощечки размером 19×15×1 см. Каждая дощечка имеет прямоугольное углубление (15×11,5 см), залитое воском; на средней дощечке такие углубления сделаны с двух сторон. У дощечек есть на краях отверстия, в которые вставлены деревянные штыри для соединения их в единый комплект. Таким образом, деревянная книга содержала четыре восковых страницы (церы). Внешние стороны первой и последней дощечек играют роль обложек кодекса.
Цера сохранилась благодаря болотистому месту, в условиях которого она оставалась около 1000 лет. Дощечки насквозь пропитались влагой, в силу чего к ним не было доступа кислорода и, следовательно, отсутствовали условия жизнедеятельности микроорганизмов, вызывающих процессы гниения.
Первичную реставрацию книги выполнил В. И. Поветкин. Экспонируется в Музее письменности, входящем в состав Новгородского государственного объединённого музея-заповедника.

## Датировка
Датировка Новгородского кодекса (Псалтири) определяется в первую очередь тем, что он лежал в полуметре от края и на 30 см ниже сруба, получившего надёжную дендрохронологическую дату: 1036 год. Это верхняя граница вероятного времени попадания дощечек в землю. Нижней хронологической границей создания кодекса считается крещение Руси в 988 году. В Уппсальском университете произведён радиоуглеродный анализ воска, который с вероятностью 84 % указывает 1015 год ± 35 лет. В самом теле документа (в «скрытой» части) стоит авторская датировка записи, гласящая о 6507 году от сотворения мира, то есть 999 году.

## Язык
В статье 2001 года А. А. Зализняк и В. Л. Янин отнесли Новгородский кодекс к русскому изводу церковнославянского языка. Однако в более позднем докладе на XIII международном съезде славистов в 2003 году А. А. Зализняк отнёс его к старославянскому тексту, подчеркнув, что на момент создания памятника русского извода церковнославянского языка ещё не существовало:

Как и использование одноеровой графической системы, этот факт свидетельствует о том, что памятник принадлежит к более древнему и качественно иному периоду развития русской письменности, чем памятники 2-й половины XI века. Русского извода славянской письменности как системы на данном этапе ещё нет. В сущности перед нами ещё просто старославянский текст с некоторым числом ошибок.

## Содержание

### Псалмы

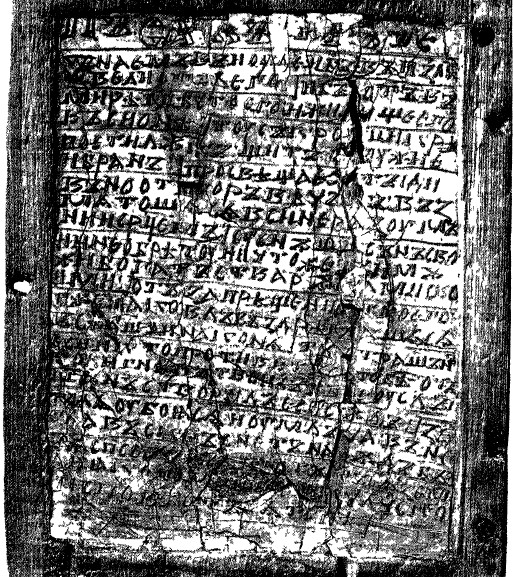
Страница 1 основного текста Новгородского кодекса. Начало псалма 75

На самом воске кодекса остались псалмы 75 и 76, а также маленькая часть псалма 67; это так называемый «основной текст» Новгородского кодекса, по которому памятник часто называется Новгородской Псалтирью. Этот текст читается легко и без особенных затруднений и сразу стал доступен для исследования. В своей основе язык перевода псалмов — правильный старославянский, однако с небольшим количеством ошибок в передаче юсов, выдающих восточнославянское происхождение писца. По мнению А. Н. Соболева, в палеографическом и орфографическом отношении текст близок к надписям на свинцовых амулетах X—XI вв. с территории северо-восточной Болгарии и Румынии, в то время как текстологически перевод отражает несколько иную традицию, чем дошедшая до нас древнейшая старославянская Синайская псалтырь. Вопрос о происхождении этой традиции дискуссионен, но, по-видимому, именно она дала начало тексту Псалтыри, отражённому в более поздних памятниках собственно восточнославянского происхождения. Текст псалмов (как и скрытые тексты, о которых ниже) написан по так называемой одноеровой системе, при которой вместо буквы ь используется ъ.
В отношении лингвистических особенностей памятника наиболее показательны именно тексты псалмов, потому что в скрытых текстах (см. ниже) многие буквы (от интерпретации которых зависит наличие того или иного языкового явления) читаются неоднозначно.

### «Скрытые» тексты
А. А. Зализняк сообщил о реконструкции части предыдущих («скрытых») текстов по отпечаткам и царапинам стилоса на деревянных дощечках, находящихся под воском. По его словам, проблема восстановления этих текстов заключается прежде всего в том, что друг на друга наложились очень слабые отпечатки десятков тысяч букв, едва ли отличаемые от случайных штрихов и трещин на дереве (Зализняк говорит о «гиперпалимпсесте»).
Некоторые учёные (К. Станчев, Д. М. Буланин) высказывали сомнения в возможности существования «скрытых» текстов и в возможности их прочтения.
Среди данных текстов прочтена затёртая надпись, в которой говорится, что в 999 году монах Исаакий был поставлен попом в Суздале в церкви святого Александра-армянина. По мнению Зализняка, монах Исаакий был автором Новгородского кодекса и принадлежал к еретическому религиозному направлению.
Вплоть до 2004 года Зализняк восстановил следующие скрытые тексты:
- множество псалмов, написанных по многу раз;
- начало Апокалипсиса Иоанна Богослова;
- начало перевода трактата «О девстве» Иоанна Златоуста (ранее славянский перевод этого текста не был известен);
- множество написаний азбуки, в двух вариантах: кратком (а б в г д е ж ѕ з и ї к л м н о п р с т ѹ ф х ц ч ш щ ѿ) и полном (а б в г д е ж ѕ з и ї к л м н о п р с т ѹ ф х ц ч ш щ ѿ ъ ѣ ѫ ѭ ю ꙗ ѧ ѿ), а также с перечислением названий букв (азъ бѹкы вѣдѣ глаголи…);
- тетралогия «От язычества к Христу» (условное название Зализняка): неизвестные до сих пор тексты «Закон Моисеев», «Размаряющие и размиряющие», «Архангел Гавриил», «Закон Иисуса Христа»;
- фрагмент неизвестного текста «О скровенной церкви спасителя нашего Иисуса Христа в Лаодикии мирликийской и о Лаодикийской молитве господа нашего Иисуса Христа»;
- фрагмент неизвестного текста «Сказание апостола Павла о тайном патерике Моисеевом…»;
- фрагмент неизвестного текста «О прощении грехов наказание от Александра от рода лаодикийского…»;
- фрагмент неизвестного текста «Духовное наставление от отца и от матери к сыну»;
- запись «Въ лѣто ҂ѕ҃ф҃з҃ азъ мънихъ исаакии поставленъ попомъ въ сѹжъдали въ цръкъве свѧтаго александра арменина…» («В 6507 [то есть 999] году я, монах Исаакий, стал иеромонахом в Суздале, в церкви Св. Александра Армянина…»); сочетание ҂ѕ҃ф҃з҃ (число 6507) ещё много раз повторяется на бортиках кодекса, на основании чего предполагается, что писец и есть тот самый монах Исаакий, тем более, что в его языке не обнаруживается типично новгородских черт.

Наличие среди «скрытых» текстов Новгородского кодекса ранее неизвестных сочинений объясняется принадлежностью писца к христианской общине (возможно, дуалистической, близкой к богомильству), которую победившая христианская церковь провозгласила еретической, так что эти тексты после вытеснения секты больше не переписывались, и христианская церковь стёрла из исторической памяти почти все следы существования этой ереси. Особенно показателен фрагмент из «Духовного наставления от отца и от матери к сыну»:

…Миръ естъ градъ въ немъ же отълѫчаѭтъ отъ цръкъве еретикы. 

Миръ естъ градъ въ немъ же отълѫчаѭтъ отъ цръкъве чловѣкы неразѹмъны. 

Миръ естъ градъ въ немъ же отълѫчаѭтъ отъ цръкъве чловѣкы непокоривы. 

Миръ естъ градъ въ немъ же отълѫчаѭтъ отъ цръкъве чловѣкы непорочъны. 

Миръ естъ градъ въ немъ же отълѫчаѭтъ отъ цръкъве чловѣкы невиновъны. 

Миръ естъ градъ въ немъ же отълѫчаѭтъ отъ цръкъве чловѣкы непрѣломъны. 

Миръ естъ градъ въ немъ же отълѫчаѭтъ отъ цръкъве чловѣкы недостоины такоѩ кары. 

Миръ естъ градъ въ немъ же отълѫчаѭтъ отъ цръкъве чловѣкы недостойны такого отълѫчения. 

Миръ естъ градъ въ немъ же отълѫчаѭтъ отъ цръкъве чловѣкы прѣчистыѩ вѣры. 

Миръ естъ градъ въ немъ же отълѫчаѭтъ отъ цръкъве чловѣкы достоины хвалы. 

Миръ естъ градъ въ немъ же отълѫчаѭтъ отъ цръкъве чловѣкы достоины прославления. 

Миръ естъ градъ въ немъ же отълѫчаѭтъ отъ цръкъве чловѣкы неотъстѫпъны отъ правыѩ вѣры х҃совы.… 

По мнению филолога А. А. Алексеева, скрытые тексты данной книги (или по крайней мере их часть) не связаны с серьёзной идеологией, а представляют собой особую литературную игру, известную как «монашеская игра», образцы которой известны в западноевропейской монашеской письменной культуре (лат. joca monachorum). В таком случае, по утверждению автора версии, речь должна идти об очень высоком уровне славянской книжной культуры, способной на такие игры.